# Lipeț, Smolean
Lipeț (în bulgară Липец) este un sat în comuna Smolean, regiunea Smolean,  Bulgaria. 

## Demografie
Componența etnică a satului Lipeț
     Bulgari (97,82%)
     Nicio identificare (2,17%)
     Altele (0%)
La recensământul din 2011, populația satului Lipeț era de 46 locuitori. Din punct de vedere etnic, majoritatea locuitorilor (97,82%) erau bulgari. Pentru 2,17% din locuitori nu este cunoscută apartenența etnică.